# 长井龙雪
長井龍雪（1976年1月24日—）是日本新潟县出身的动画监督、演出家。
监督作品有《TIGER×DRAGON！》、《科学超电磁炮》、《我们仍未知道那天所看见的花的名字。》等。

## 履历
在杂志「FromA」刊登的招聘看到机会进入动画业界。進入業界之初以長井龍幸的名義參與工作。
2000年开始在《袖珍女侍小梅》中参与制作担当和制作進行职务。随后在木村真一郎的《G-on少女骑士团》和《变装游戏》中参加分镜和演出工作，並在木村导演的《爱的魔法》《我们的仙境》中担任助理导演职务。積累經驗使其往後工作分別就著刻劃類現實科幻世界，以及描繪青春期男女心理這兩個方向發展。
2006年的《蜂蜜与四叶草II》初次独立担任监督。另外亦在2007年担任日升动画創立35周年記念作品《偶像大师 XENOGLOSSIA》的监督工作。但兩者皆因外在因素導致表現未獲注意。
直至2008年到2009年人擔任《TIGER×DRAGON！》監督時，因為在J.C.STAFF有限資源下仍保住高水準演出和作畫質素，使他开始出现在媒体和動漫迷的聚光灯下。他亦由該作開始跟動畫師田中將賀及編劇岡田麿里建立長期合作關係。
2009年到2010年担任《魔法禁书目录》外传作品《科学超电磁炮》的监督工作，成品被形容為相關系列改篇動畫的應有表現，曾被不少忠實讀者期望他可以取代原有正傳監督的工作。
2011年的《我们仍未知道那天所看见的花的名字。》讓他第一次担任純原创动画的监督。該作品以感動的情節得到成功，使其團隊得到大眾娛樂公司的注意，繼而獲點名去製作直接在電影院發行的青春劇動畫。

## 人物
进入业界之初以長井龍幸的名义参与工作。

## 参加作品

### 电视动画
- 1998年-1999年 デビルマンレディー(恶魔人淑女) （24話制作進行(以長井龍幸的名義)）
- 2000年 袖珍女侍小梅 （制作担当　1話制作進行　11話演出助手 (以長井龍幸的名義)）
- 2001年 星界的戰旗II （1.2.3.5.6.7.8.9.10話演出助手 (以長井龍幸的名義)）
- 2002年 Chobits(人形电脑天使心) （2話演出　15話分镜 (以長井龍幸的名義)）
- 2002年  银河天使（第3期） （9話分镜(以長井竜幸的名義)）
- 2002年 G-on少女騎士團 （6話分镜・演出）
- 2002年 禁猎魔女 （2.7.12.17.21話演出）
- 2002年 魔力女管家～更美丽的事物～(魔力女管家～更美丽的事物～) （12話演出）
- 2003年 L/R -Licensed by Royal- （5.10.13話演出(13話和川崎逸朗共同)）
- 2003年 獣兵衛忍風帖 龍宝玉篇 （6話演出）
- 2003年 一騎当千 （5話分镜）
- 2003年 银河天使（第3期） （52話演出）
- 2003年-2004年　爱的魔法 （監督助理　ED分镜・演出　1.17.23話分镜・演出　2.11話分镜　10話演出）
- 2004年 女孩万岁 （OP・ED演出）
- 2004年 勇午 〜交渉人〜 2nd Negotiation「ロシア編」 （3話分镜・演出　7話演出）
- 2004年-2005年　舞-HiME （OP・ED演出　4話分镜・演出）
- 2005年 我们的仙境 （監督助理　　2.8.13.21.25話分镜・演出）
- 2005年 蜂蜜与四叶草 （第一期）（12話演出）
- 2005年-2006年 舞-乙HiME （OP1.2・ED演出　2.7.24話分镜・演出　12.17話演出）
- 2005年-2006年 蟲師 （10話分镜・演出　3話演出）
- 2006年 苏醒的天空—拯救之翼 （4話分镜）
- 2006年 蜂蜜幸運草（第二期） （監督　1.12話分镜・演出(12話和鈴木洋平共同演出)　2話分镜）
- 2006年- 家庭教师HITMAN REBORN! （ED2分镜・演出　OP6分镜）
- 2007年 交響情人夢 (動畫)（第一期） （ED1.2分镜・演出）
- 2007年 偶像大师 XENOGLOSSIA （監督　OP1.2・ED分镜・演出（OP1.2分镜和椛島洋介共同）　26話分镜・演出(演出和桜美かつし共同)　1.16.17.22話分镜(17話和宅野誠起共同)）
- 2007年 蛋黄酱萝莉 （特典2.3演出）
- 2007年-2008年 灼眼的夏娜Ⅱ （24話演出和(高島大輔、池端隆史共同)）
- 2007年-2008年 机动战士GUNDAM 00 （ED1.2分镜・演出）
- 2007年-2008年 君吻 （OP2分镜・演出）
- 2008年 死后文 （2.7.11話演出）
- 2008年-2009年 TIGER×DRAGON！ （監督　OP1.2・ED1.2.19話ED.25話ED分镜・演出　1.25話分镜・演出　14.19話分镜(19話和笠井賢一共同)）
- 2009年 青花 （2話分镜・演出）
- 2009年-2010年 科学超电磁炮 （監督　ED1分镜・演出　ED2演出　1.24話分镜・演出）
- 2010年 黑执事 （OP2分镜・演出）
- 2010年 大神与七位伙伴 （7話分镜）
- 2011年 魔法禁书目录（第二期） （ED2分镜・演出）
- 2011年 我们仍未知道那天所看见的花的名字。 （監督）
- 2011年 機動戰士GUNDAM AGE （ED分镜）
- 2012年 在那個夏天等待 （監督）
- 2012年 心連·情結（ED分鏡、演出）
- 2012年 刀剑神域（22话分镜）
- 2013年 科學超電磁炮S（監督）
- 2014年 噬血狂襲（ED2分鏡、演出）
- 2015年 機動戰士鋼彈 鐵血的孤兒 （監督、分鏡、演出、OP分鏡・演出）
- 2017年 泥鯨之子們在沙地上歌唱（OP分鏡・演出）
- 2017年 告白實行委員會_～戀愛系列～（ED分鏡・演出）
- 2018年 鋼彈創鬥者 潛網大戰（ED分鏡・演出）
- 2018年 DARLING in the FRANXX（14話分鏡）
- 2020年 科學超電磁砲T（監督、6話分鏡）
- 2021年 無職轉生～到了異世界就拿出真本事～（16、17話分鏡）
- 2022年 明日同學的水手服 (8話分鏡)
- 科學超電磁砲 第四季（監督）

### OVA
- 2002年 变装游戏 （1.2.3話演出(全部木村真一郎共同)）
- 2008年 快盗天使双胞胎 （監督　上.下巻分镜）
- 2010年 灼眼的夏娜 （作画）
- 2010年 科学超电磁炮 OVA （監督　OP分镜・演出　分镜）
- 2014年 Little Busters!EX（ED分鏡・演出）

### 剧场版动画
- 2001年 犬夜叉 跨越时代的思念 （演出助手(以長井龍幸的名義)）
- 2013年 我們仍未知道那天所看見的花的名字。（監督、分鏡）
- 2015年 好想大聲說出心底的話。（監督、分鏡、演出）
- 2018年 於離別之朝束起約定之花（演出）
- 2019年 知曉天空藍色的人啊（監督、分鏡、演出、原畫）